# Redo of Healer
Redo of Healer (яп. 回復術士のやり直し 〜即死魔法とスキルコピーの超越ヒール〜 Кайфуку дзюцуси но яринаоси ~Сокуси махо: то сукиру копи: но тё:эцу хи:ру, букв. «Переделка целителя ~ Превосхождение исцеления через чары моментальной смерти и копирование навыков») — ранобэ, написанное Руи Цукиё и проиллюстрированное Сиокомбу. Изначально история выходила онлайн с декабря 2016 года на сайте Shōsetsuka ni Narō, но позже была приобретена для публикации издательством Kadokawa Shoten, выпускающим его в печать с июля 2017 года под импринтом Kadokawa Sneaker Bunko.
Манга-адаптация с иллюстрациями Сокэн Хага публикуется онлайн на сайте Young Ace Up издательства Kadokawa Shoten с октября 2017 года. По мотивам ранобэ также было снято аниме студией TNK, показ которого прошёл с января по март 2021 года.

## Сюжет
Кэяру оказывается подвержен постоянным издевательствам и изнасилованиям только из-за того, что он является целителем. Но ему удаётся узнать глубины магии исцеления, что убеждает его, что на деле целители — самый сильный класс. Вот только к тому моменту, когда он осознаёт это, для него оказывается уже слишком поздно, так что исцеляет весь мир, возвращая всё на четыре года назад. Теперь Кэяру может всё изменить и отомстить своим обидчикам, в этот раз изнасиловав уже их.

## Главные персонажи[1]
- Кэяру (яп. ケヤル) / Кэяруга (яп. ケヤルガ) / Кэара (яп. ケアーラ Кэа:ра) — главный герой, герой исцеления, которому после многих лет пыток от рук его собственных "союзников" удаётся освободиться и получить философский камень, который он затем использует, чтобы вернуться на четыре года в прошлое и таким образом отомстить людям, которые пытали его. В измененном мире он спасается от «союзников» и начинает путешествовать с целью мести, для чего берёт себе новое имя — Кэяруга.

Сэйю: Юя Ходзуми (Кэяру / Кэяруга), Ёко Хикаса (Кэара)
- Флэр Аргранд Джорал (яп. フレア・アールグランデ・ジオラル  Фурэа А:ругурандэ Дзиорару) / Фрейя (яп. フレイア Фуреиа) — главная героиня, принцесса королевства Джорал, герой магии, являвшаяся основным источником страданий Кэяру. После исцеления мира снова пытается его подчинить, но Кэяру в этот раз не дает ей этого сделать и мстит ей, «исцеляя» её внешность и память и внушая ей, что она Фрейя, его рабыня и любовница.

Сэйю: Аяно Сибуя
- Сэцуна (яп. セツナ) / Наюта (яп. ナユタ) — рабыня, которую Кэярга купил у работорговца и завербовал для своей группы. Получеловек, представитель расы ледяных волков, пленённая людьми. Достигла своего лимита силы и не могла стать сильнее, пока Кэярга не помог ей, значительно увеличив предел ее сил.

Сэйю: Сидзука Исигами

## Второстепенные персонажи[1]
- Куреха Крайлет (яп. クレハ・クライレット Курэха Курайрэтто) — женщина-рыцарь королевства Джорал. Сначала она выступает против группы Кэяруги, но присоединяется к ним после того, как Кэяруга, победив ее, раскрывает ей глаза, показывая что на самом деле происходит в королевстве.

Сэйю: Нацуки Айкава
- Норн Клаталисса Джорал (яп. ノルン・クラタリッサ・ジオラル Норун Куратарисса Дзиорару) / Элен (яп. エレン Эрэн) — является второй принцессой королевства Джорал, гениальным стратегом и младшей сестрой Фрейи. В последней серии первого сезона была «исцелена» Кэяругой, как и Фрея.

Сэйю: Минами Цуда
- Ева Риз (яп. イブ・リース Ибу Ри:су) — чернокрылый демон, который также является одним из кандидатов на роль короля демонов. Её цель — убить нынешнего короля демонов, почти уничтожившего всех демонов её вида.

Сэйю: Нацуми Такамори
- Блейд (яп. ブレード Бурэ:до) — герой меча, также много издевалась над Кэяругой. Многие принимали её за мужчину, но на самом деле она женщина. Лесбиянка, была влюблена во Флэр. Была побеждена Кэяругой и заживо съедена людоедами в качестве отмщения.

Сэйю: Мами Фудзита
- Буллет (яп. ブレット Бурэтто) — герой-стрелок, издевался над Кэяругой, насиловал его. Гомосексуал, влюблён сумасшедшей извращённой любовью в Кэяругу.
Сэйю: Тэцу Инада
- Леонард (яп. レナード Рэна:до) — воин, владеющий навыком «соколиный глаз»; лучник, часто использует метательные ножи с ядом. Техника боя схожа с Кэяругой. Был правой рукой Элен, в последней серии первого сезона был убит Кэяругой. Убивая его, Кэяруга впервые продемонстрировал технику дистанционной атаки.
Сэйю: Ясуаки Такуми
- Ледра Голдмэн (яп. レドラ·ゴールドマン Рэдора Го:рудоман) — торговец, покупал у Кэяруги лекарства для перепродажи, после пытался силой узнать у него рецепт, но Кэяруга договорился о мирной продаже рецепта.
Сэйю: Наоми Кусуми
- Анна (яп. アンナ) — приёмная мать Кэяруги, была для него самым близким человеком. Была изнасиловала Леонардом и впоследствии замучена до смерти солдатами империи. Кэяруга пытался исцелить её, но не смог, так как она на тот момент уже была мертва.
Сэйю: Асука Ниси

## Медиа

### Ранобэ
Начало публиковаться онлайн в декабре 2016 года на сайте Shōsetsuka ni Narō. Позднее произведение было приобретено издательством Kadokawa Shoten, которое с июля 2017 года издаёт его под импринтом Kadokawa Sneaker Bunko.

### Манга
Манга-адаптация с иллюстрациями Сокэн Хага публикуется на сайте Young Ace Up издательства Kadokawa Shoten с октября 2017 года. Спин-офф манга Кэна Нагао Kaifuku Jutsushi no Omotenashi (Hospitality of Healer) начала выходить там же 18 января 2021 года.

### Аниме
21 ноября 2019 года Kadokawa объявило об адаптации истории в виде аниме-сериала. Позднее эта новость была подтверждена самим Руи Цукиё. Производством занималась студия TNK под контролем режиссёра Такуи Асаоки по сценарию Кадзуюки Фудэясу, а за дизайн персонажей отвечал Дзюндзи Гото. Премьера сериала состоялась 13 января 2021 года на каналах Tokyo MX, KBS, AT-X, SUN и BS11. Аниме было выпущено в трёх версиях: зацензуренная версия для трансляций, эксклюзивная для стриминговых сервисов версия «Redo» и расцензуренная «Complete Recovery». Все каналы транслируют зацензуренную версию, но кроме того после обычного показа в 23:30 JST AT-X транслирует и версию «Complete Recovery» в 4:00 на следующее утро. Всего выйдет 12 серий. Начальная композиция аниме — Zankoku na Yume to Nemure (яп. 残酷な夢と眠れ Дзанкоку на юмэ то нэмурэ, «Жестокие мечты и сны») в исполнении Минами Курибаяси, завершающая — исполненная ARCANA PROJECT Yume de Sekai o Kaeru Nara (яп. 夢で世界を変えるなら Юмэ дэ сэкай о каэру нара, «Если бы ты изменил мир во сне»).
Изначально Redo of Healer должно было одновременно выходить в мире с немецкими субтитрами, но 14 января 2021 года, через день после выхода первой серии, издатель Animoon объявил, что показ будет отложен на несколько дней. Пять дней спустя он был отменен из-за отказа стримингового сервиса транслировать аниме по причине наличия в нём спорных тем.

## Критика
Серия лайт-новел напечатана тиражом более 800 000 экземпляров.
В превью аниме критики Anime News Network отметили постоянные «изнасилования из мести», а также довольно стандартный фэнтезийный мир, схожий с ролевыми играми, свойственный большинству исэкаев, и сюжет, оправдывающий месть героя.